# Gentingen
Gentingen (Gentjen en Luxembourgeois) est une municipalité allemande située dans le Land de Rhénanie-Palatinat et l'arrondissement d'Eifel-Bitburg-Prüm.

## Géographie
La commune et le village sont bordés au sud-ouest par la frontière luxembourgeoise et l’Our (un affluent de la Sûre) qui les séparent des communes de Tandel et Reisdorf situées respectivement dans le canton de Vianden et le canton de Diekirch.